# Мадонна, Иисус и Иоанн Креститель
«Мадонна, Иисус и Иоанн Креститель» (фр. La Vierge, L'Enfant Jésus et Saint Jean-Baptiste) — картина французского живописца Вильяма Бугро, написанная в 1875 году. В настоящее время картина находится в частной коллекции.
На картине изображена Дева Мария, которая смотрит, как младенец Иисус целует своего двоюродного брата Иоанна Крестителя.